# Свети Димитър (Додулари)
Вижте пояснителната страница за други значения на Свети Димитър.
„Свети Димитър“ (на гръцки: Αγίου Δημητρίου) е православна църква в село Додулари (Диавата), Гърция, част от Неаполската и Ставруполска епархия на Вселенската патриаршия.
Църквата е типична трикорабна поствизантийска базилика, построена е в 1853 година според запазения църковнославянски надпис от 1873 година. Според същия надпис в църквата става екзархийска и в нея започва да се пее на славянски на 11 септември 1873 година. Надписът гласи:
| „ | Обновисѧ ст храмъ сей въ лѣто 1853/10-вр 14. Напис. чрѣсъ уч. Т. П. П. И обрѣтохме нашъ матернїй ѩазыкъ въ лѣто 1873 септ. 11-й Обнови се този с[вe]т[и] храм в лето 1853/октомври 14. Напис[а се] чрез уч[ителя] Т. П. П. И намерихме нашия майчин език в лето 1873 септ[ември] 11-и | “ |

Въпреки строгостта и простотата на използваните материали, представлява един от най-впечатляващите паметници на църковната архитектура в Солунско. Има нартекс и женска църква над него, дървени икони, хубав иконостас, фрески в апсидата, ценни изрисувани владишки трон и амвон и красиви икони на представителя на Кулакийската художествена школа Димитриос Хадзистаматис. Общо ценните икони в църквата са около 90 и отразяват художествените тенденции на църковната живопис в Македония в последния период на османското владичество. Иконостасът и амвонът са изключително качествено изпълнени. Стенописите са редки за периода, не се придържат към еднна иконографска програма и очевидно направи по различно време, от различни местни художници. Необичайно е разполагането на около седемдесет апостоли в горната зона на централната пътека.
Църквата е обявена за защитен паметник на 4 февруари 1985 година.